# Bestel mar
Bestel mar is een single van de Nederlands-Limburgse band Rowwen Hèze. Het nummer kwam eerst uit als single en in 1991 opnieuw op het album Boem. 
Het nummer is gebaseerd op Anselma, een hit uit 1981 van Los Lobos, de Mexicaans-Amerikaanse Tex-mex-rockband (die het nummer op hun beurt gebaseerd hadden op La Anselma van Luis Pérez Meza), waar Rowwen Hèze in hun beginjaren veel inspiratie voor hun eigen muziek uit haalde. 
Rowwen Hèze zette op de melodie van Anselma hun eigen tekst, die was geschreven in het Horsters, een Noord-Limburgs dialect.

## Achtergrond
De single kwam in eerste instantie in 1989 uit op 7" single, maar de vernieuwde versie van het nummer werd succesvoller toen deze in 1991 werd uitgebracht. Terwijl de eerste versie nog met name als lokaal carnavalsnummer kan worden gezien, was deze vernieuwde versie veel meer op een landelijk publiek gericht. Deze versie werd geproduceerd door Boudewijn de Groot, die op dat moment ook onder contract stond bij producer HKM. De refreinen werden eenvoudiger gemaakt, zodat ze ook makkelijker verstaanbaar zouden zijn voor mensen die het dialect niet beheersten.
De single kwam op 4 januari 1992 binnen in de Mega Top 50 en bleef daar 15 weken genoteerd. De hoogste positie was de elfde plaats. Ook tegenwoordig wordt het nummer nog regelmatig gespeeld in feestcafés en kroegen, met name in het zuiden van Nederland. De band speelt het nummer vanwege haar populariteit bij het grote publiek nog tijdens nagenoeg ieder optreden. 

## Andere versies
Inmiddels hebben al verschillende versies de revue gepasseerd in verschillende muziekstijlen. In 1998 werd een Duitstalige versie van het nummer opgenomen en in Duitsland uitgebracht onder de titel Bestell' Mal. Deze single haalde er geen enkele hitlijst. Guus Meeuwis heeft ook een eigen versie van het nummer gemaakt (in 2014 uitgekomen op het album Hollandse Meesters), waarbij de tekst is vertaald in Standaardnederlands.
Tijdens de theatertour Andere Wind speelde Rowwen Hèze een (bewust) erbarmelijk slechte Nederlandstalige uitvoering van het nummer. Dit werd uitgevoerd door de fictieve band De Martino's, bestaand uit de leden van de band zelf. Het was een parodie op zowel de kwalitatief vaak matige uitvoering als de vaak slechte uitspraak van het dialect, wanneer het populaire nummer door coverbands wordt geïmiteerd.

## NPO Radio 2 Top 2000
| Nummer met noteringen in de NPO Radio 2 Top 2000 | '99 | '00 | '01 | '02 | '03 | '04 | '05 | '06 | '07 | '08 | '09 | '10 | '11 | '12 | '13 | '14  | '15  | '16  | '17  | '18  | '19 | '20  | '21  | '22  | '23  | '24  |
| ------------------------------------------------ | --- | --- | --- | --- | --- | --- | --- | --- | --- | --- | --- | --- | --- | --- | --- | ---- | ---- | ---- | ---- | ---- | --- | ---- | ---- | ---- | ---- | ---- |
| Bestel mar                                       | 733 | -   | 643 | 542 | 462 | 322 | 153 | 262 | 213 | 244 | 503 | 574 | 733 | 892 | 899 | 1450 | 1213 | 1394 | 1611 | 1409 | 954 | 1089 | 1095 | 1115 | 1230 | 1222 |

1. ↑  Een '-' betekent dat het nummer niet was genoteerd en een vetgedrukt getal geeft de hoogste notering aan.